# Malaitavalkuil
De malaitavalkuil (Athene malaitae synoniem: Ninox malaitae) is een vogel uit de familie Strigidae (Echte uilen). Deze vogel werd in 1931 door de evolutiebioloog Ernst Mayr als ondersoort Ninox jacquinoti malaitae geldig beschreven.

## Verspreiding en leefgebied
Deze soort is endemisch op  Malaita (zuidelijke Salomonseilanden).

## Status
De grootte van de populatie is in 2016 geschat op 2500-10.000 volwassen vogels. Op de Rode lijst van de IUCN heeft deze soort de status kwetsbaar.